# Zespół Opitza-Kaveggii
Zespół Opitza-Kaveggi (zespół FG typu 1, ang. Opitz-Kaveggia syndrome, FG syndrome-1, FGS-1) – rzadki, uwarunkowany genetycznie zespół wad wrodzonych o dziedziczeniu związanym z chromosomem X, charakteryzujący się opóźnieniem umysłowym, niskorosłością, przykurczami stawowymi, hipotonią mięśniową, malformacjami odbytu i odbytnicy, makrocefalią, charakterystycznym zestawem cech dysmorficznych twarzy, drgawkami, niekiedy głuchotą czuciowo-nerwową. W pracy z 2007 roku wykazano, że zespół może być wywołany mutacjami w genie MED12 w locus  Xq13, podobnie jak zespół Lujana-Frynsa (OMIM#309520); są to schorzenia alleliczne, o nakładających się fenotypach.
Pierwszy opis zespołu przedstawili Elisabeth G. Kaveggia i John Marius Opitz w 1974 roku. Opitz i Kaveggia zaproponowali nazwę zespołu FG, ponieważ takie były pierwsze litery nazwisk pierwszych zdiagnozowanych pacjentów.